# Eleutherodactylus grahami
Eleutherodactylus grahami är en groddjursart som beskrevs av Schwartz 1979. Eleutherodactylus grahami ingår i släktet Eleutherodactylus och familjen Eleutherodactylidae. IUCN kategoriserar arten globalt som starkt hotad. Inga underarter finns listade i Catalogue of Life.